# 2nd Maine Volunteer Infantry Regiment
Das 2nd Maine Volunteer Infantry Regiment war ein Infanterie-Regiment der United States Army während des Amerikanischen Bürgerkrieges.

## Dienstzeit
Das Regiment wurde in Bangor (Maine) gemustert und am 28. Mai 1861 für zwei Jahre aufgestellt. Das Regiment war das Erste, das von Maine aus an die Front marschierte und wurde von den Einwohnern gefeiert, als es die Heimat verließ.
Insgesamt nahm es an elf Gefechten teil, ehe es am 9. Juni 1863, ebenfalls in Bangor, Maine, außer Dienst gestellt wurde.
Unter anderem nahm das Regiment an der ersten- und zweiten Schlacht am Bull Run teil, wo es als letztes Regiment das Schlachtfeld verließ. In der Schlacht von Fredericksburg erlitt es seine schwersten Verluste.
Der erste Regimentsführer war Oberst Charles Davis Jameson, ein Holzhändler aus Old Town, Maine, welcher später zum Brigadegeneral befördert wurde. Er starb im Laufe des Krieges an einer Verletzung und dem darauf folgenden Fieber. Nachfolger wurde Oberst Charles W. Roberts aus Bangor, welcher bei der zweiten Schlacht von Bull Run getötet wurde. Der letzte Regimentsführer war Oberst George Varney.
Der Assistentschirurg des Regiments war Augustus Choate Hamlin, ein Neffe des Vizepräsidenten Hannibal Hamlin. Nach dem Krieg schrieb dieser Bücher über das Kriegsgefangenenlager Andersonville und die Schlacht bei Chancellorsville.
Quartiermeister Sergeant Luther H. Pierce wurde nach dem Krieg ein erfolgreicher Holzhändler und zahlte später für die Aufstellung eines Denkmals zu Ehren des zweiten Maine Regimentes auf dem Mount Hope Cemetery.
Am 28. Juli 1862 standen dem 2nd Maine noch 257 Soldaten zur Verfügung. Nach der zweiten Schlacht am Bull Run waren lediglich noch 137 Mann in der Lage zu kämpfen.
Als das Regiment schließlich am 9. Juni 1863 ausgemustert wurde, versammelten sich viele Menschen um die Rückkehr der Soldaten zu feiern. Die Zeremonie wurde in der Norumbega Hall in Maine abgehalten. Alles in allem dienten insgesamt 1.228 Mann im 2nd Maine, von denen bei der Entlassung noch 275 diensttauglich waren.
Weitere 120 Soldaten, welche für drei, statt zwei Jahre gemustert waren, wurden nach der Auflösung des Regimentes unmittelbar vor der Schlacht von Gettysburg dem 20th Maine Volunteer Regiment unterstellt. Viele Soldaten protestierten gegen die Überstellung, da sie dachten, sie hätten sich nur für das zweite Maine Regiment verpflichtet. Letztlich weigerten sich jedoch lediglich 3 Soldaten, sich dem 20. Maine Regiment anzuschließen.

## Gefechtsteilnahmen während des Amerikanischen Bürgerkrieges
- Erste Schlacht am Bull Run, Virginia – 21. Juli 1861
- Yorktown, Virginia – 5. April – 4. Mai 1862 (Halbinsel-Feldzug)
- Hanover Court House, Virginia – 27. Mai  1862 (Halbinsel-Feldzug)
- Gaines Mill, Virginia – 27. – 28. Juni 1862 (Halbinsel-Feldzug)
- Malvern Hill, Virginia – 1. Juli 1862 (Halbinsel-Feldzug)
- Zweite Schlacht am Bull Run, Virginia – 29. – 30. August 1862
- Schlacht am Antietam, Maryland – 17. September 1862
- Schlacht von Fredericksburg, Virginia – 13. Dezember 1862
- Schlacht bei Chancellorsville – 1. – 4. Mai 1863

## Verluste
Insgesamt starben 69 Mann im Gefecht oder erlagen ihren Verletzungen. Des Weiteren wurden 15 Soldaten aufgrund von Meuterei exekutiert und weitere 70 starben infolge von Krankheiten.
Laut History of Penobscot County, Maine fielen bei den Kampfhandlungen im Zusammenhang mit der ersten Schlacht am Bull Run 47 Soldaten oder wurden verletzt. Mehr als 100 wurden vermisst.

## Untereinheiten des Regimentes
- Kompanie A – Bangor Light Infantry
- Kompanie B – Castine Light Infantry
- Kompanie C – Brewer Artillery
- Kompanie D – Milo Artillery
- Kompanie E – Bangor Company
- Kompanie F – Bangor Company
- Kompanie G – Bangor Tigers
- Kompanie H – Gymnasium Company
- Kompanie I – Grattan Guards
- Kompanie K – Old Town Company

## Weiterführende Informationen
- http://www.americancivilwarforum.com/second-maine-volunteer-infantry-1532825.html